# 特鲁瓦西
特鲁瓦西（法語：Troissy，法語發音：[tʁwasi]）是法国马恩省的一个市镇，位于该省西部，属于埃佩尔奈区。

## 地理
特鲁瓦西（49°4'52"N, 3°42'35"E）面积15.46 平方千米，位于法国大東部大區马恩省，该省份为法国东北部内陆省份，北起阿登省，西北接埃纳省，西南接塞纳-马恩省，南至奥布省，东南接上马恩省，东临默兹省。
与特鲁瓦西接壤的市镇（或旧市镇、城区）包括：韦尔讷伊、多尔芒、伊尼-孔布利济、马勒伊港、内勒勒勒蓬、旺迪耶尔。

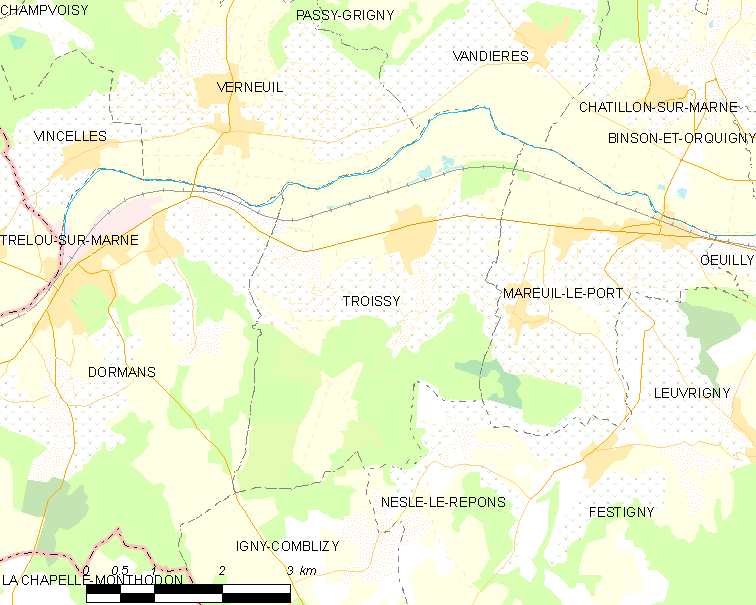
特鲁瓦西的OSM定位图

特鲁瓦西的时区为UTC+01:00、UTC+02:00（夏令时）。

## 行政
特鲁瓦西的邮政编码为51700，INSEE市镇编码为51585。

## 政治
特鲁瓦西所属的省级选区为多尔芒-香槟景县。

## 人口

1962-2008年间特鲁瓦西人口变化图示

特鲁瓦西于2022年1月1日时的人口数量为802人。